# Мансур (Астраханская область)
Мансур — посёлок в Приволжском районе Астраханской области России. Входит в состав Татаробашмаковского сельсовета.

## География
Посёлок находится в юго-восточной части Астраханской области, в дельте реки Волги, у ерика Мансур. Уличная сеть посёлка состоит из 2 объектов: ул. Дачная и ул. Садовая.
Административно к посёлку относятся территории дачных посёлков, СНТ: сдт Флора снт, сдт Шельф снт
Климат
умеренный, резко континентальный. Характеризуется высокими температурами летом и низкими — зимой, малым количеством осадков, а также большими годовыми и летними суточными амплитудами температуры воздуха.

## Население
| 2002 | 2010 |
| ---- | ---- |
| 82   | ↗138 |

Национальный и гендерный состав
По данным Всероссийской переписи, в 2010 году численность населения посёлка составляла 138 человек (77 мужчин и 61 женщин, 55,8 и 44,2 %% соответственно). Согласно результатам переписи 2002 года, в национальной структуре населения татары составляли 54 %, русские 46 % от общей численности в 85 человек.
| Национальность | Численность (2010) | Процент |
| -------------- | ------------------ | ------- |
| Татары         | 78                 | 56,1%   |
| Русские        | 57                 | 41,0%   |
| Казахи         | 4                  | 2,9%    |
| Всего          | 139                | 100%    |

## Транспорт
Автодорога местного значения. Остановка общественного транспорта «Мансур».